# Лёгкая атлетика на летних Олимпийских играх 1904 — бег на 400 метров
Соревнования по бегу на 400 метров среди мужчин на летних Олимпийских играх 1904 прошли 29 августа. Приняли участие 12 спортсменов из трёх стран.

## Призёры
| Золото            | Серебро          | Бронза            |
| Гарри Хиллман США | Фрэнк Уоллер США | Герман Громэн США |

## Рекорды
| Мировой рекорд     | Максвелл Лонг (USA) | 47,8 с | Нью-Йорк, США  | 29 сентября 1900 | (недоступная ссылка) |
| Олимпийский рекорд | Максвелл Лонг (USA) | 49,4 с | Париж, Франция | 15 июля 1900     |                      |

## Соревнование
| Место | Спортсмен              | Результат  |
| ----- | ---------------------- | ---------- |
| 1     | Гарри Хиллман (USA)    | 49,2 с OR  |
| 2     | Фрэнк Уоллер (USA)     | 49,9 с     |
| 3     | Герман Громэн (USA)    | 50,0 с     |
| 4     | Джозеф Флеминг (USA)   | Неизвестен |
| 5     | Майер Принштайн (USA)  | Неизвестен |
| 6     | Джордж Подж (USA)      | Неизвестен |
| 7-12  | Джордж Андервуд (USA)  | Неизвестен |
| 7-12  | Клайд Блэр (USA)       | Неизвестен |
| 7-12  | Говард Валентайн (USA) | Неизвестен |
| 7-12  | Персиваль Молсон (CAN) | Неизвестен |
| 7-12  | Пол Пилгрим (USA)      | Неизвестен |
| 7-12  | Йоханнес Рунге (GER)   | Неизвестен |